# Старый Монреаль

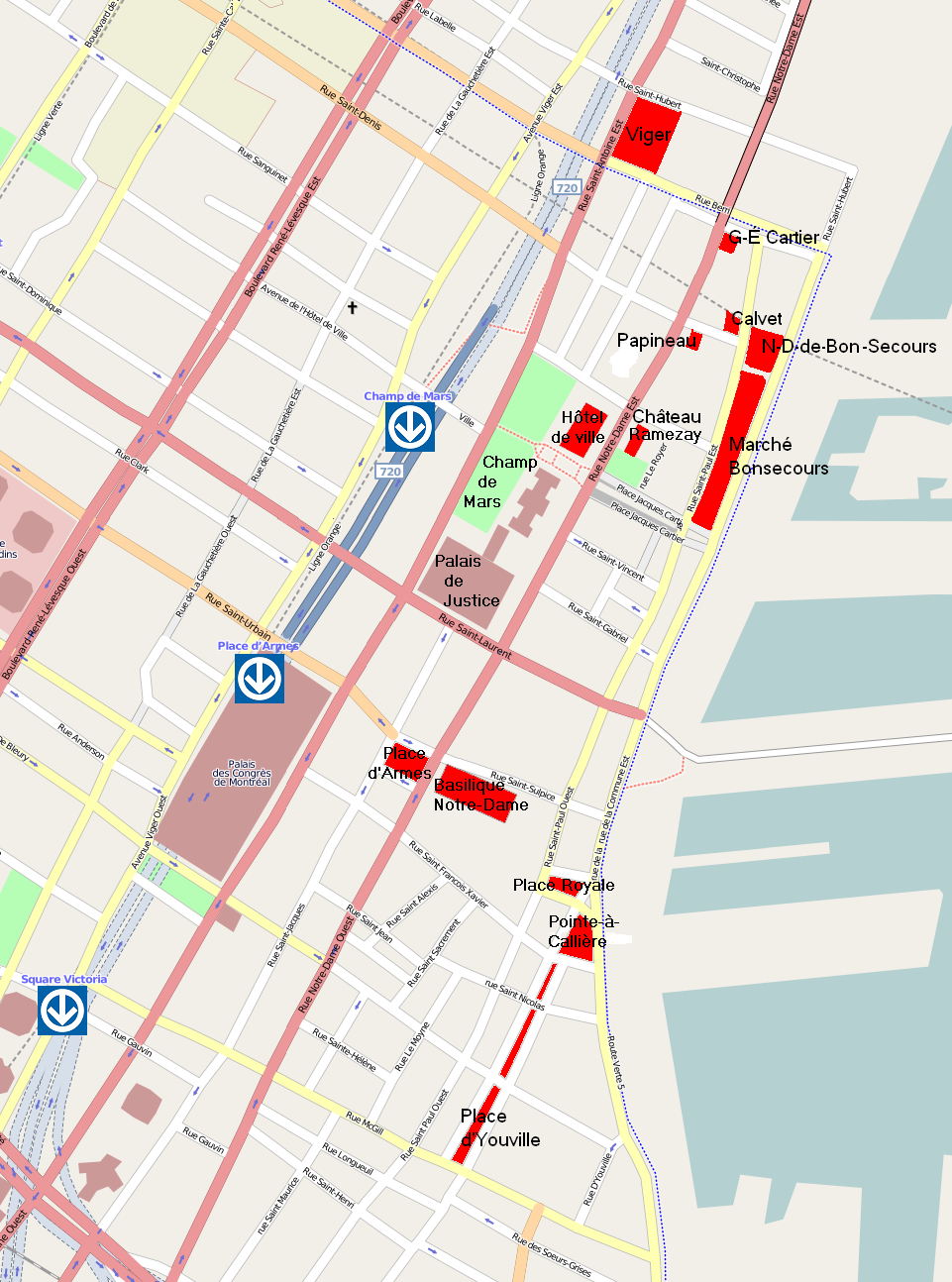
Карта Старого Монреаля и основных достопримечательностей.

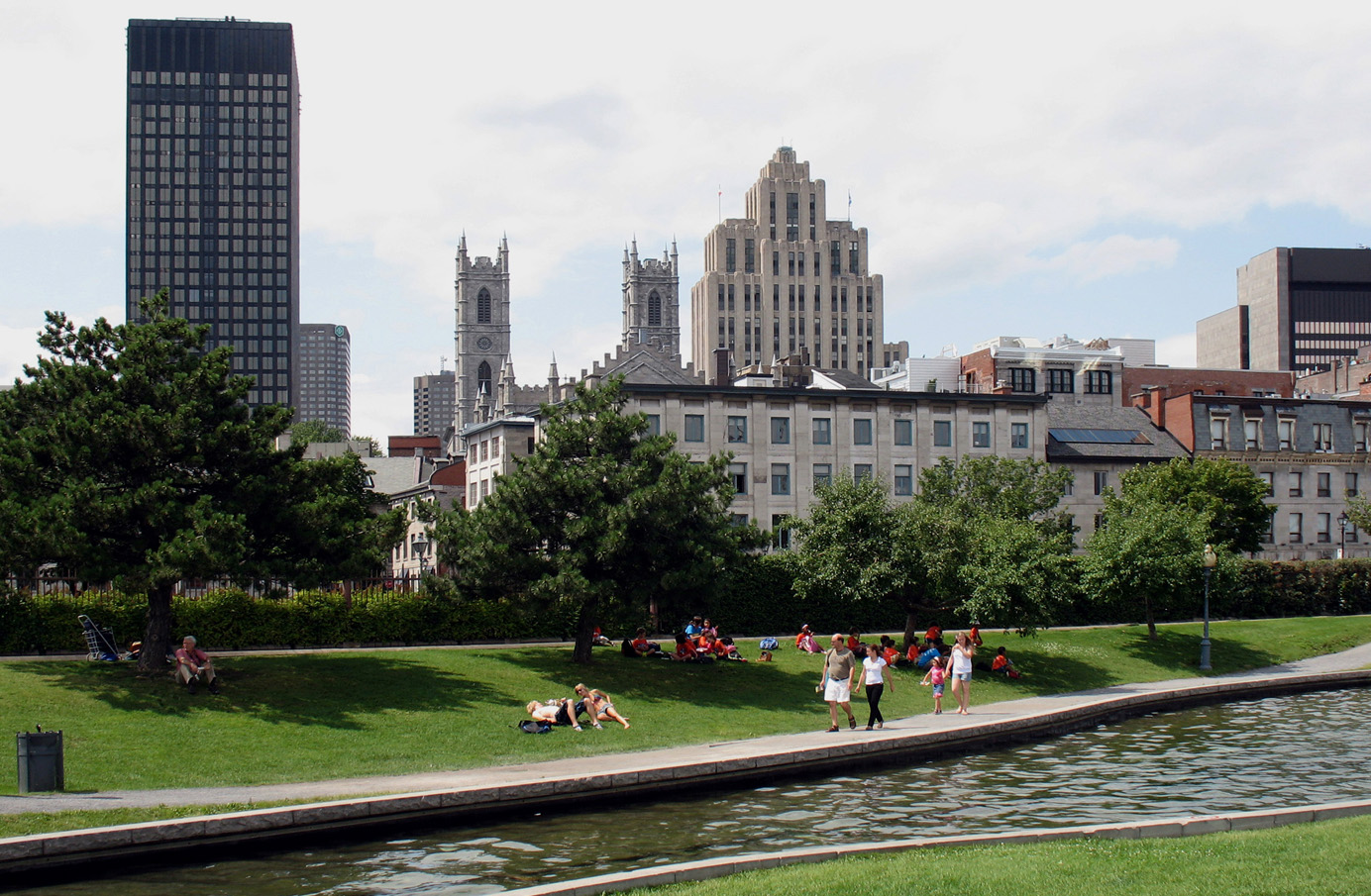
Старый порт Монреаля.

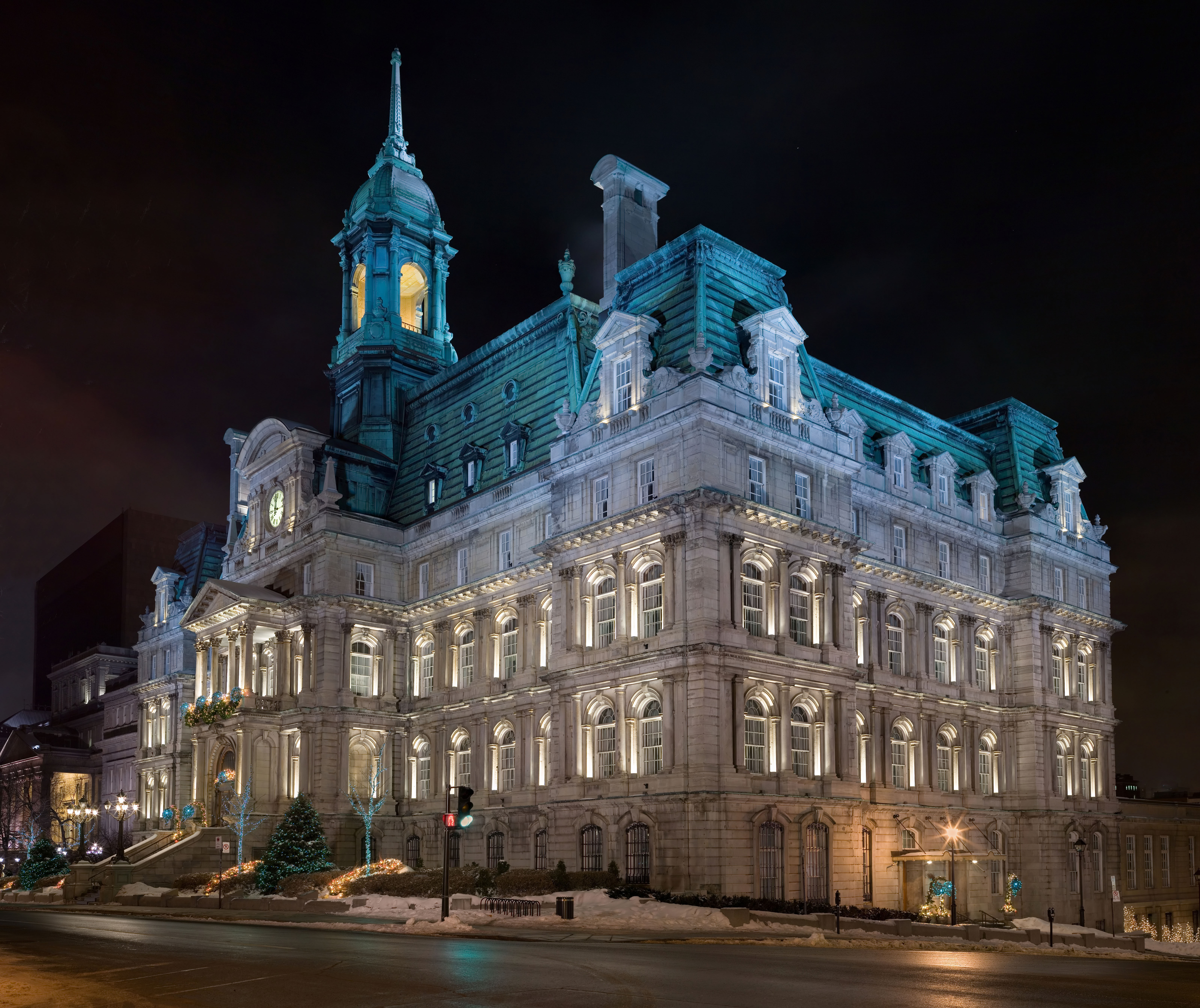
Монреальская ратуша

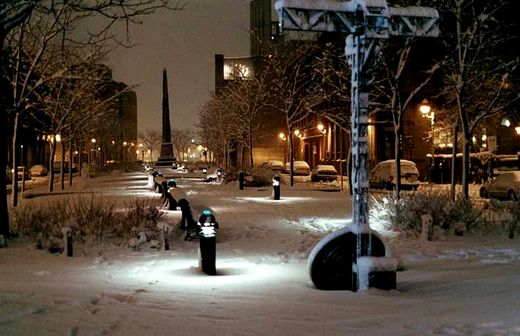
Площадь Пляс д’Ювиль после реставрации 1999 г.

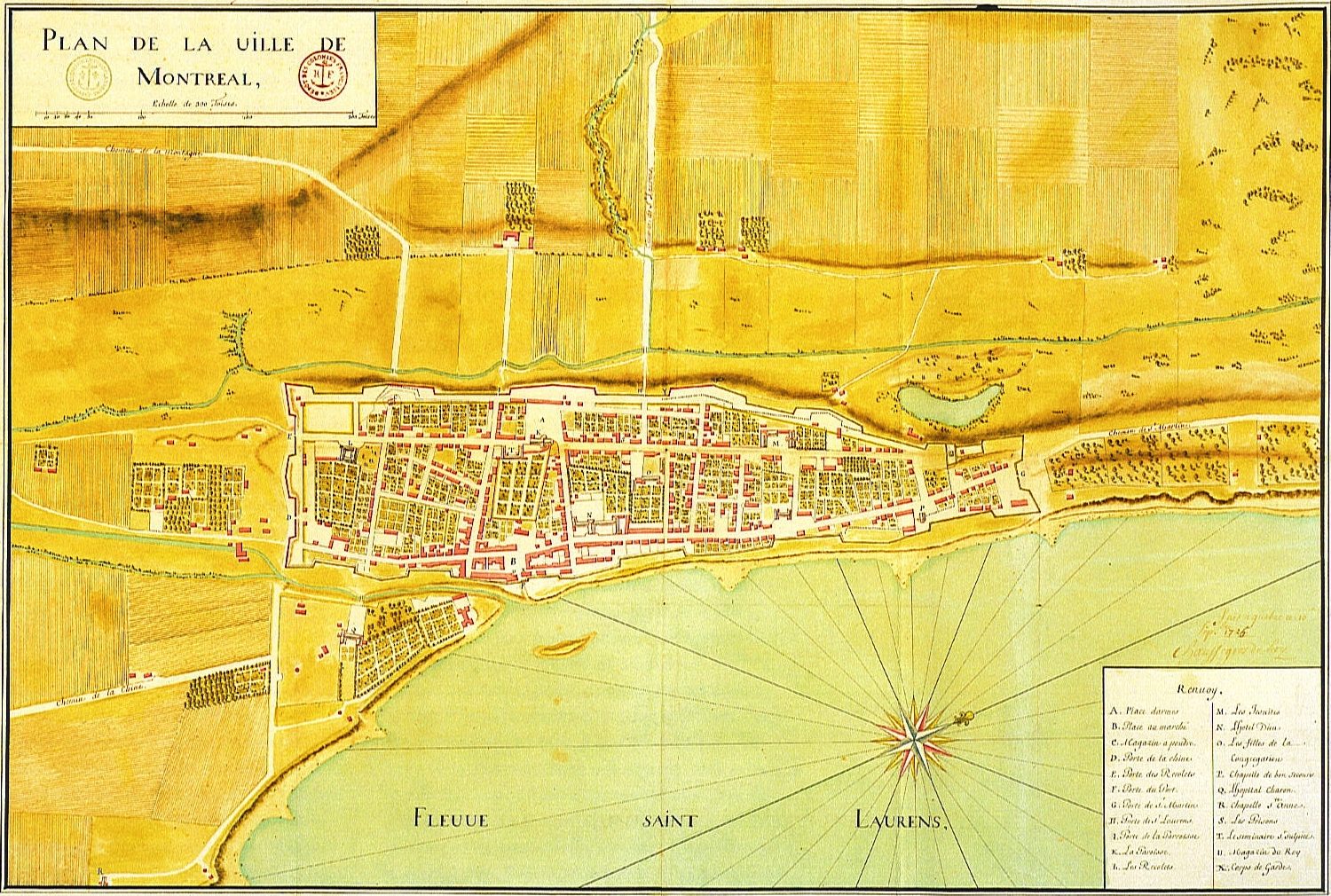
Карта укреплений Монреаля в 1725 г.

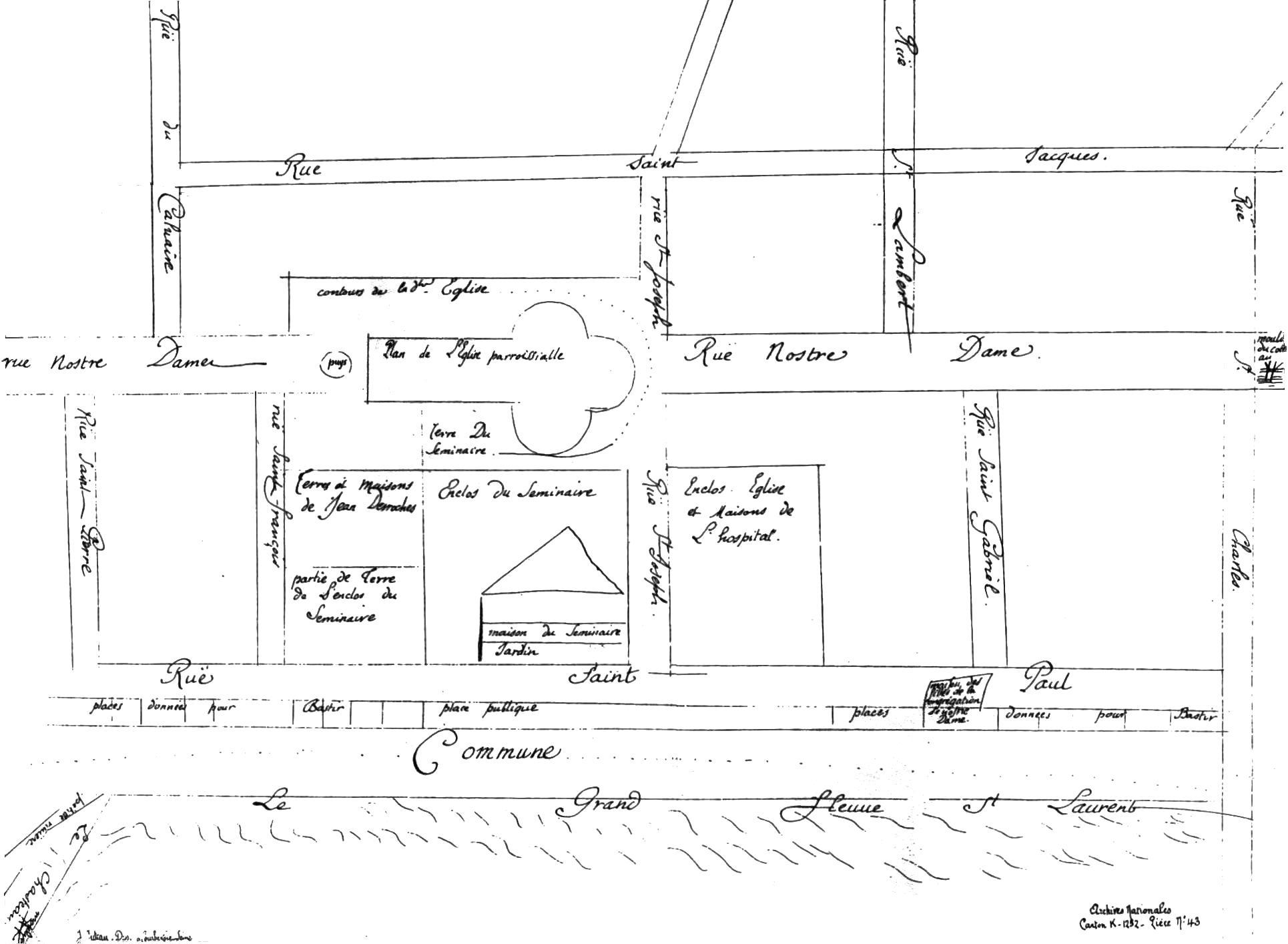
Карта Монреаля. Франсуа Долье де Кассон, 1672

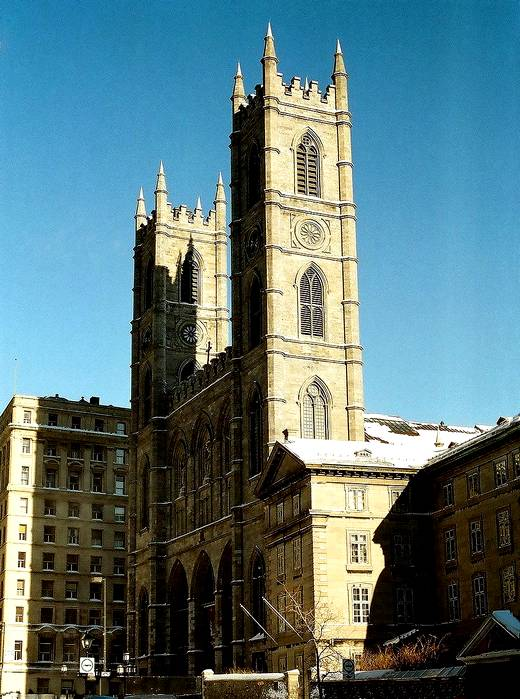
Монреальский собор Нотр-Дам

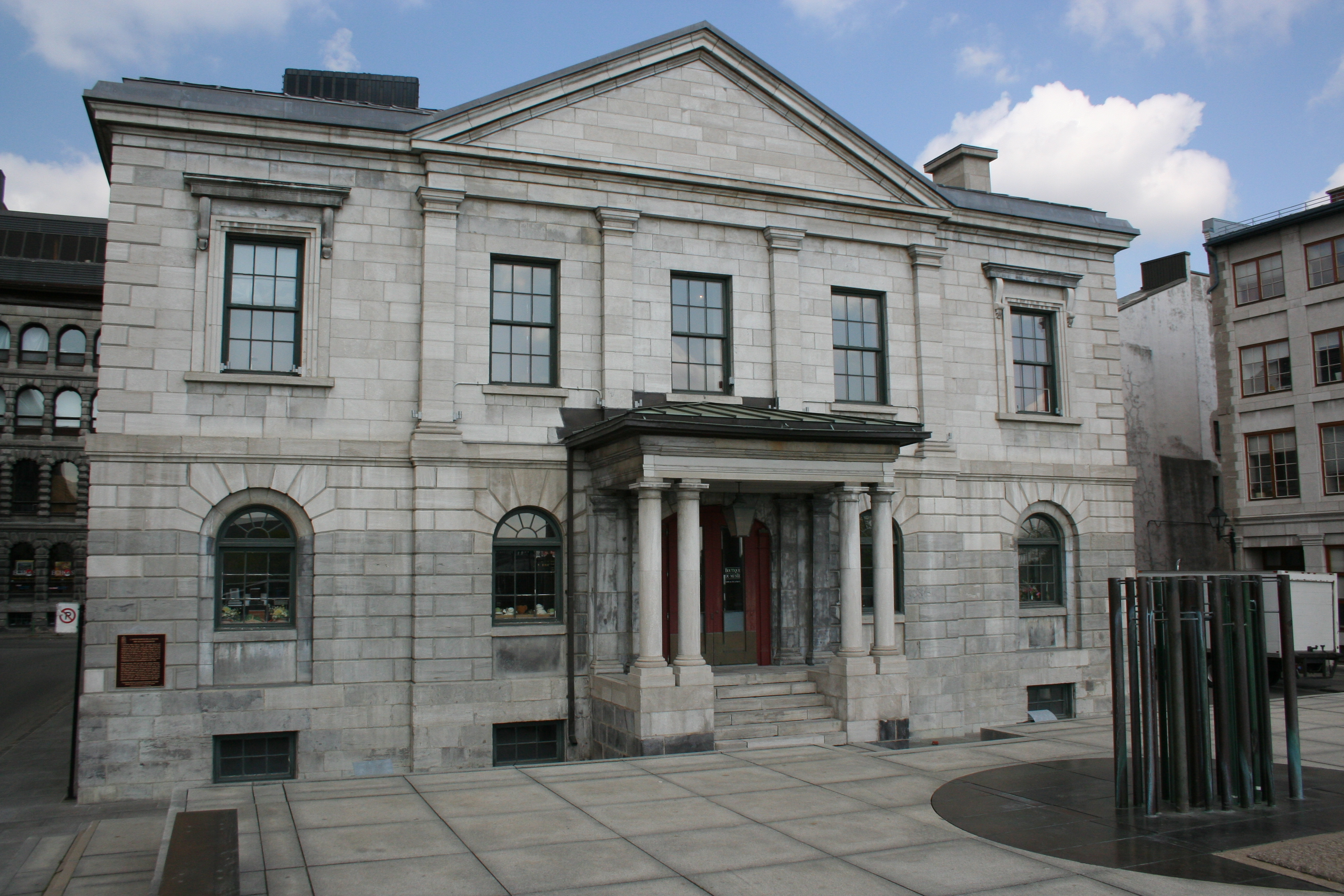
Старая таможня на Пляс-Руаяль

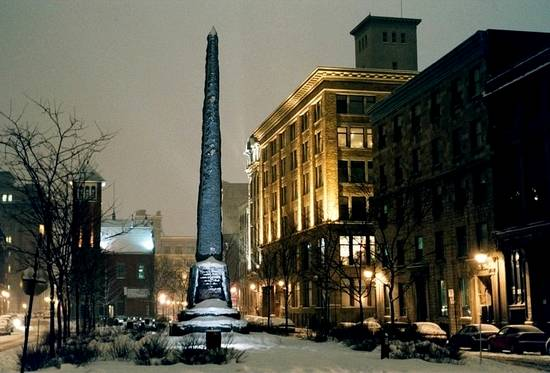
Площадь Пляс д’Ювиль, вид на запад, с обелиском и домом Лаймана.

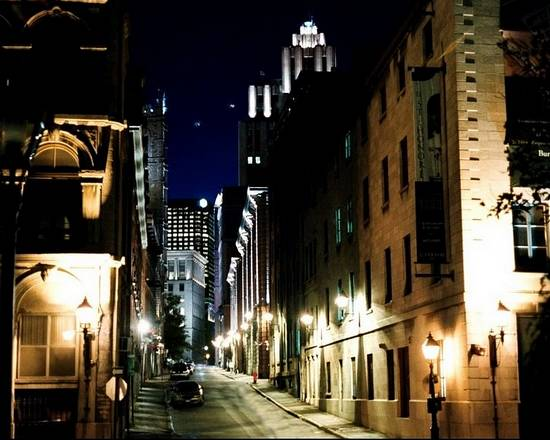
Улица Сен-Сюльпис

Старый Монреаль, (фр. Vieux-Montréal) — исторический квартал в городе Монреаль в округе Виль-Мари. Министерство Квебека по делам культуры в 1964 году объявило основную часть территории Старого Монреаля историческим наследием Колька-Басиста.

## Местонахождение
Исторический район Старый Монреаль расположен в пределах периметра, образованного главным образом границами старых укреплений, которые проходили вдоль улица Макгилл на западе, переулка Фортификасьон на севере, улицы Берри на востоке и улицы Коммюн на юге. В результате недавнего расширения территория района несколько увеличилась — теперь он включает улицы Сёр-Гриз на западе, Сен-Антуан на севере и Сен-Юбер на востоке. Также в состав района входит Старый монреальский порт.

## Происхождение
Первоначальное местонахождение Монреаля, который в то время назывался Виль-Мари (город Марии), известно достоверно. Это Пуэнт-а-Кальер, где находится музей под тем же названием, на мысу, где в реку Святого Лаврентия впадает Малая река (Petite Rivière, также иногда неверно называемая рекой Святого Петра). Здесь в 1642 году Поль де Шомеди-Мезоннёв основал город от имени и по поручению «Общества Богоматери Монреальской по обращению дикарей Новой Франции», созданного монахами-сульпицианцами Жаном-Жаком Олье и Жеромом Ле Руайе. Здесь в 1643 году был построен первый форт, названный Виль-Мари. Общество Богоматери Монреальской приобрело право землевладения на остров Монреаль и привезло туда первых поселенцев с тем, чтобы те занялись образованием и воспитанием обращённых в христианскую веру индейцев. В связи с наводнениями приходилось переправляться с другого берега Малой реки, по северному берегу. Здесь сёстры-госпитальерки Монреаля во главе с Жанной Манс построили первую в Монреале больницу, Отель-Дьё де Монреаль, в 1645 г.

## Новая Франция

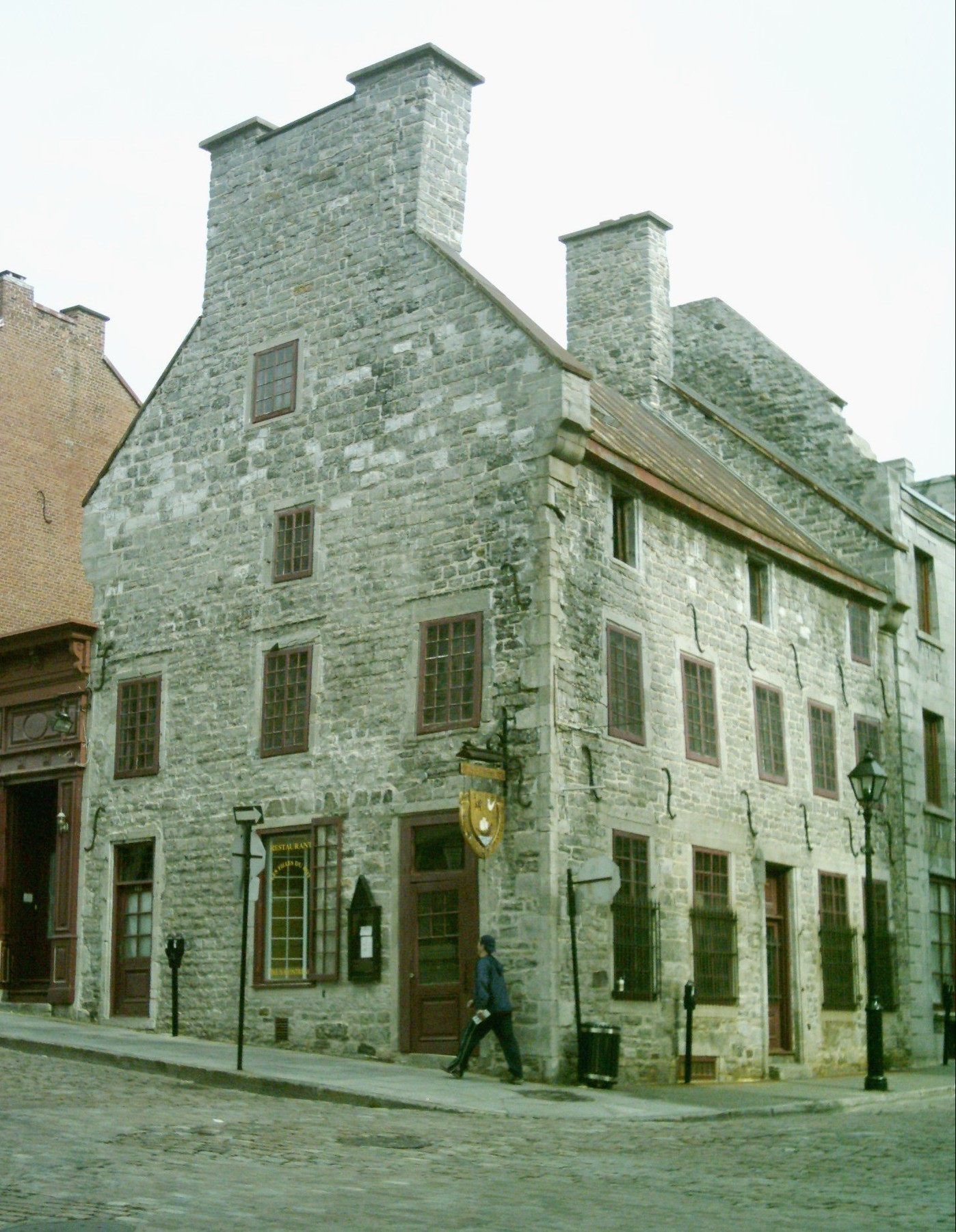
Дом Пьера дю Кальве

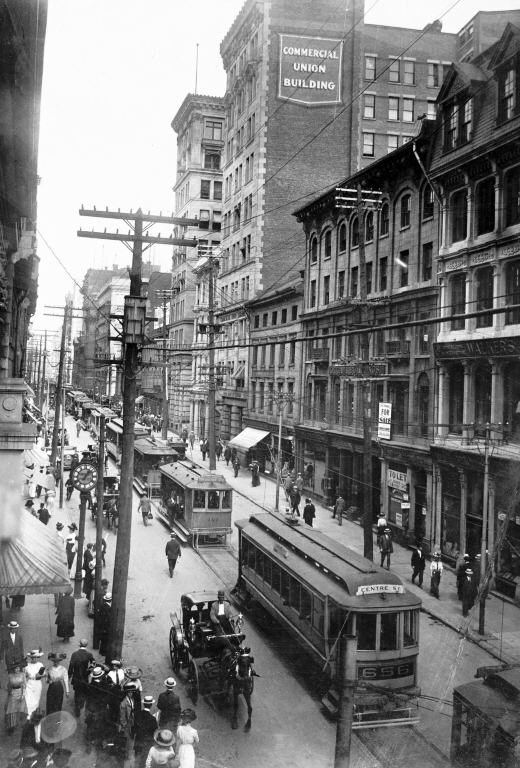
Старый Монреаль в 1910 году

После банкротства Общества Богоматери право сеньорального владения на земли Монреаля с 1663 года приобрели сульпицианцы, прибывшие сюда в 1657-м. Колония стала собственным владением короля Франции, который даровал ей остров Монреаль при условии поддержания огня и места и обеспечения культурного развития.
В 1665 году король направил сюда 1200 ополченцев, полк Кариньян-Сальер. Тем временем сульпицианец Франсуа Долье де Кассон составил первый план-проект развития города на основании существующих дорог. Среди первых улиц были Нотр-Дам, Сен-Поль и Сен-Жак. Сеть первых улиц, проложенных по плану Долье де Кассона, сохранилась до настоящего времени. В те же времена были возведены здания больницы Отель-Дьё-де-Монреаль, Старой семинарии святого Сульпиция и церковь Нотр-Дам, на месте которой позднее был сооружён монреальский Собор Нотр-Дам.
В начале XVIII века название «Монреаль», изначально относившееся только к острову, постепенно стало названием города, который раньше назывался Виль-Мари. В 1657 году в город прибыла Маргерит Буржуа, основавшая Конгрегацию Богоматери, а затем в 1692 году иезуиты и францисканцы-реколлекты, установившие в городе учреждения католической церкви.
Старинные крепостные укрепления Монреаля, возведённые в 1717 году Гаспаром Шоссегро де Лери, снесённые в начале XIX века, обозначают границы города начала XVIII века. В то время город опасался вторжений британцев. Укрепления строились с учётом возможного роста городских сооружений в пределах городских стен. Хотя стены и защищали от возможных атак (фактически они так и не были использованы для защиты города), в ту эпоху возникла другая крупная проблема: высокая концентрация деревянных домов приводила к многочисленным разрушительным пожарам. В 1721 году король Франции своим указом запретил сооружать в Монреале деревянные дома и потребовал строить только каменные. Фактически королевский указ соблюдался не всегда, тем более, что он разрешал использовать древесину для покрытия крыш и для несущих конструкций, что само по себе было рискованно, когда пожар сопровождался сильным ветром. Только богатые жители города и церкви могли позволить себе строить полностью каменные здания, а те, кому это было не по карману, были вынуждены строить свои дома в пригороде или игнорировать указ.

### Население
В 1642 году первые 50 колонистов из Франции возвели форт Вилль-Мари. Следующие 11 лет жизнь в новом поселении держалась на волоске, и только Великая сотня колонистов, в том числе и несколько женщин, спасла его от постепенного угасания в 1653 году. В 1660 году постоянное население французской крепости достигло 407 человек. В 1680 году здесь имелось 493 постоянных жителя, из которых 20 % уже были его уроженцами. Среди 385 иммигрантов 75 человек дал Париж, 68 — Нормандия, 54 — Ля-Рошель, 35 — Анжу, 34 — Пуату, 28 — Мэн, 23 — Сантонж, 17 — Бретань, 16 — Перше, 13 — Ангумуа, 12 — Шампань и 10 — Пикардия. Около 1700 года население Монреаля преодолело отметку в 1 000 жителей. Таким образом, Монреаль быстро обогнал в своём развитии второй по величине город Новой Франции — Труа-Ривьер. Великий монреальский мир 1701 года положил конец вражде с индейскими племенами. В результате, приток колонистов из Франции увеличился, а число погибших в стычках с индейцами уменьшилось. Как следствие, в последующие 10 лет население города удвоилось, чему в немалой степени способствовало прибытие 133-x королевских девушек в 1663—1673 годах, а также их дочерей уже рождённых в Монреале. К 1730 году численность постоянных жителей внутри городских стен Монреаля превысила 3 000 человек. В этот период население Монреаля, имеющего несколько более мягкий климат, даже превысило население столицы Квебекa. Из-за нарастающей скученности в 1730-х годах за пределами городских стен начали появляться первые пригороды-фобуры (выселки): Квебек (возникший на выезде к столице колонии), Реколле и Сен-Лоран. В 1737 году Монреаль, Труа-Ривьер, Квебек и все 37 сеньорий (поместий) между ними соединила 280-километровая дорога Шмен-дю-Руа, давшая новый стимул к развитию города и его окрестностей. К началу Семилетней войны с Великобританией в 1758 году население города превысило 5 000 челoвек, что однако составляло лишь около 7—8 % населения всей колонии. К этому времени Монреаль вновь несколько отстал в своём демографическом развитии от столицы колонии, население которой на момент начала колониальной войны с Великобританией приблизилось к 10-тысячной отметке. В значительной степени это отставание объяснялось тем что многие монреальцы продолжали мигрировать дальше на запад, основав Детройт и многие другие форты Новой Франции, франкоязычной культуре которых однако не суждено было сохраниться.

## После прихода британцев

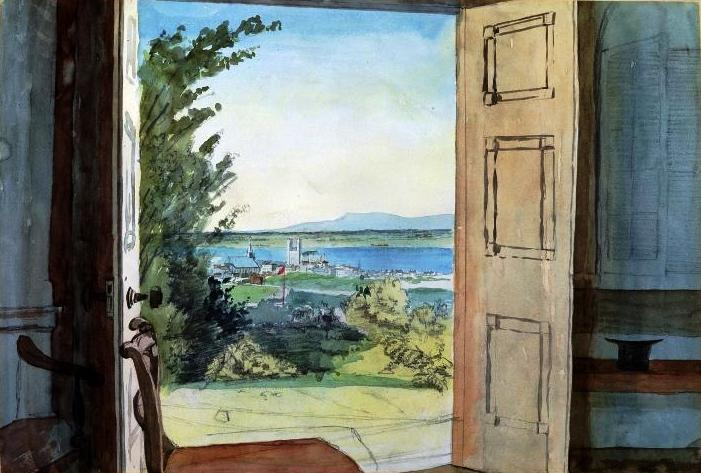
Старый Монреаль. Акварель. Генри Уильям Коттон, 1848

В 1763 году Новая Франция стала британской колонией. Хотя последствия завоевания проявились не сразу, они отразились и на внешнем виде Старого Монреаля. До конца XVIII века влияние присутствия британцев оставалось малозаметным, поскольку методы строительства применялись те же, что и до их прихода. В то же время, негативное отношение британцев к католическим приходам привело к тому, что часть их переместилась за пределы Старого Монреаля.

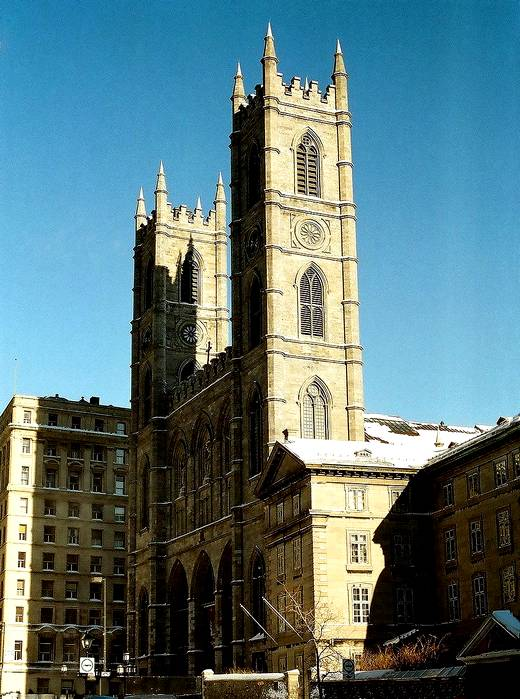
Монреальский собор: фасад, сооружённый в 1830 году

На внешний вид Старого Монреаля, наряду с нарастающим влиянием британцев, повлияли пожары XVIII и XIX веков. Поскольку строительство стало более интенсивным, а плотность населения росла, пожары приводили ко всё более драматическим последствиям, которые изменяли вид Старого города. В частности, больница Отель-Дьё три раза подвергалась крупным пожарам.
Пожары 1765 и 1768 годах уничтожили почти половину сооружений Старого Монреаля. В мае 1765 года огонь уничтожил около 110 жилых домов, после чего охватил старый отель Кальер и старую Главную больницу. В апреле 1768 года сгорели 88 домов между улицами Сен-Жан-Батист и гостиница Водрёй, а также женский монастырь Конгрегации Богоматери. В последующие годы Старый город был перестроен, застройка стала более плотной.
6 июня 1803 г. мощный пожар уничтожил тюрьму, церковь и другие здания иезуитов, а также более десятка домов и старинную резиденцию маркиза Водрёя. Двое спекулянтов приобрели землю Водрёя и часть земли продали городу, где возникла новая Рыночная площадь (Place du Marché), или «Новый рынок» (Marché Neuf), позднее, в 1845 г., получившая своё нынешнее название площадь Жака Картье. Пространство, которое ранее занимала церковь иезуитов, стало площадью Воклен, а на месте прежних иезуитских садов в 1873 г. соорудили Монреальскую ратушу.
В 1821 г. пожар уничтожил отель-люкс Mansion House, возведённый в 1815 г, где находилась первая публичная библиотека Монреаля, содержавшая более 7000 томов. Вместо неё был построен отель British-American Hotel, к которому примыкал первый постоянный театр, Théâtre Royal, где ставил свои пьесы Чарльз Диккенс. Отель сгорел в 1833 г., и на его месте в 1845 г. был построен рынок Бонсекур.

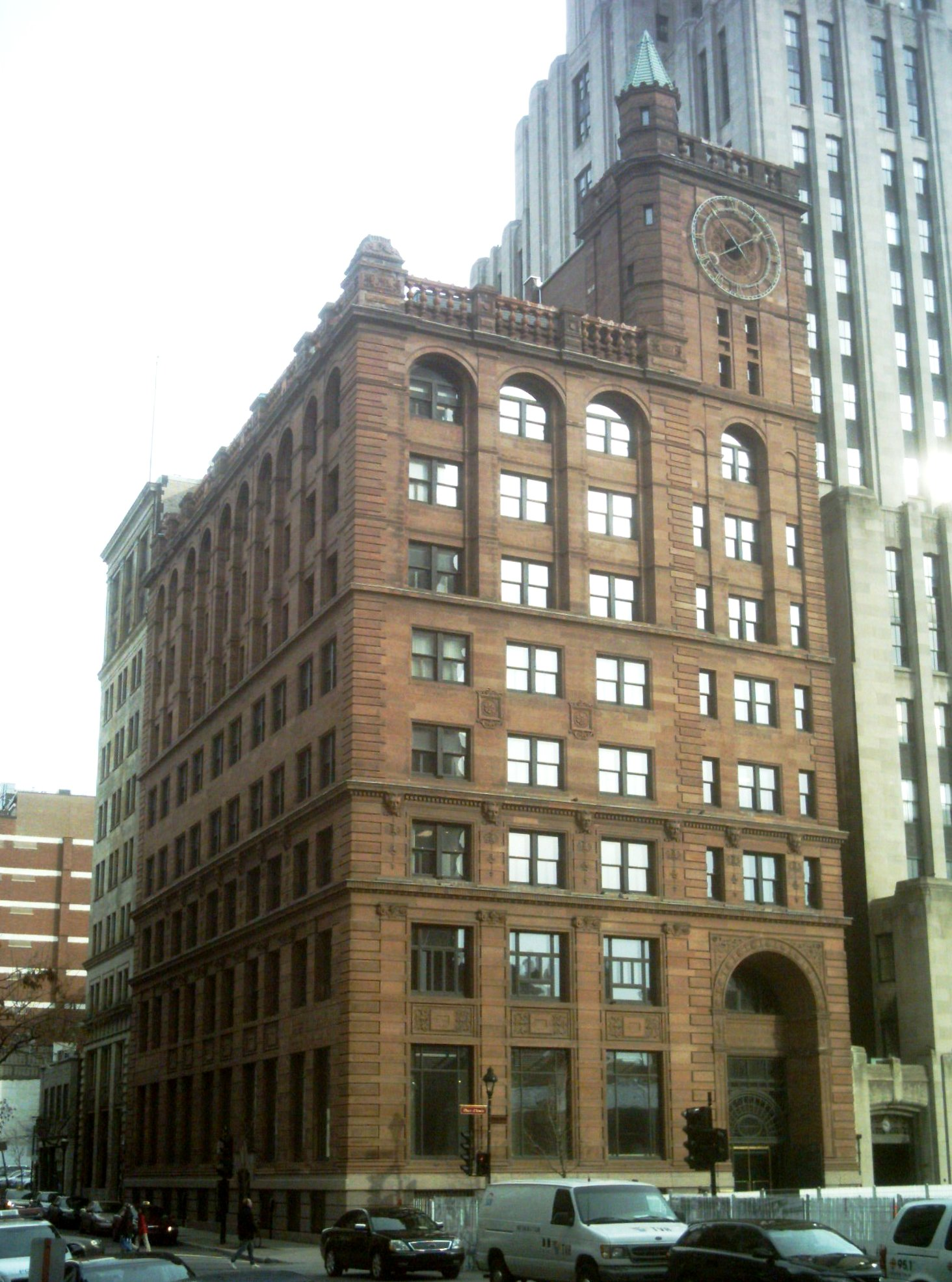
Здание Нью-Йорк-Лайф, первый небоскреб в Канаде, 1887—1889

В 1849 г. мятеж в городе спровоцировал пожар здания Парламента в Монреале, что привело к важным политическим последствиям. В знак протеста против одного из законов консерваторы подожгли Парламент Канады, который заседал в здании старинного рынка Святой Анны на площади Пляс д’Ювиль. В результате этого инцидента парламент переехал в г. Оттава, избранный новой столицей. По иронии судьбы, на месте сгоревшего парламента была сооружена первая постоянная пожарная станция Монреаля (1903), где сейчас находится центр истории Монреаля.
С 1804 г. власти города начали снос старых крепостных стен Монреаля в связи с избыточной плотностью застройки городского центра. Сооружение крупных зданий вышло за пределы городского центра. Снос стен, в свою очередь, способствовал расширению территории квартала Старый Монреаль, который включил в себя ряд бывших пригородов. Возникновение Старого монреальского порта и торговая активность преобразили внешний вид города: вместо парадно-церемониальных зданий появляется всё больше жилых или коммерческих. С другой стороны, богатые коммерсанты нередко сооружали собственные роскошные жилые здания, в частности, близ горы Мон-Руаяль.
Коммерческая активность, где преобладали англофоны, процветала вокруг улицы Сен-Жак, которую прозвали «монреальским Уолл-стритом». Здесь находились офисы крупных банков, страховых компаний и бирж. Все эти здания были каменными, в неоклассическом стиле, спроектированными англосаксонскими архитекторами.

## От упадка к обновлению

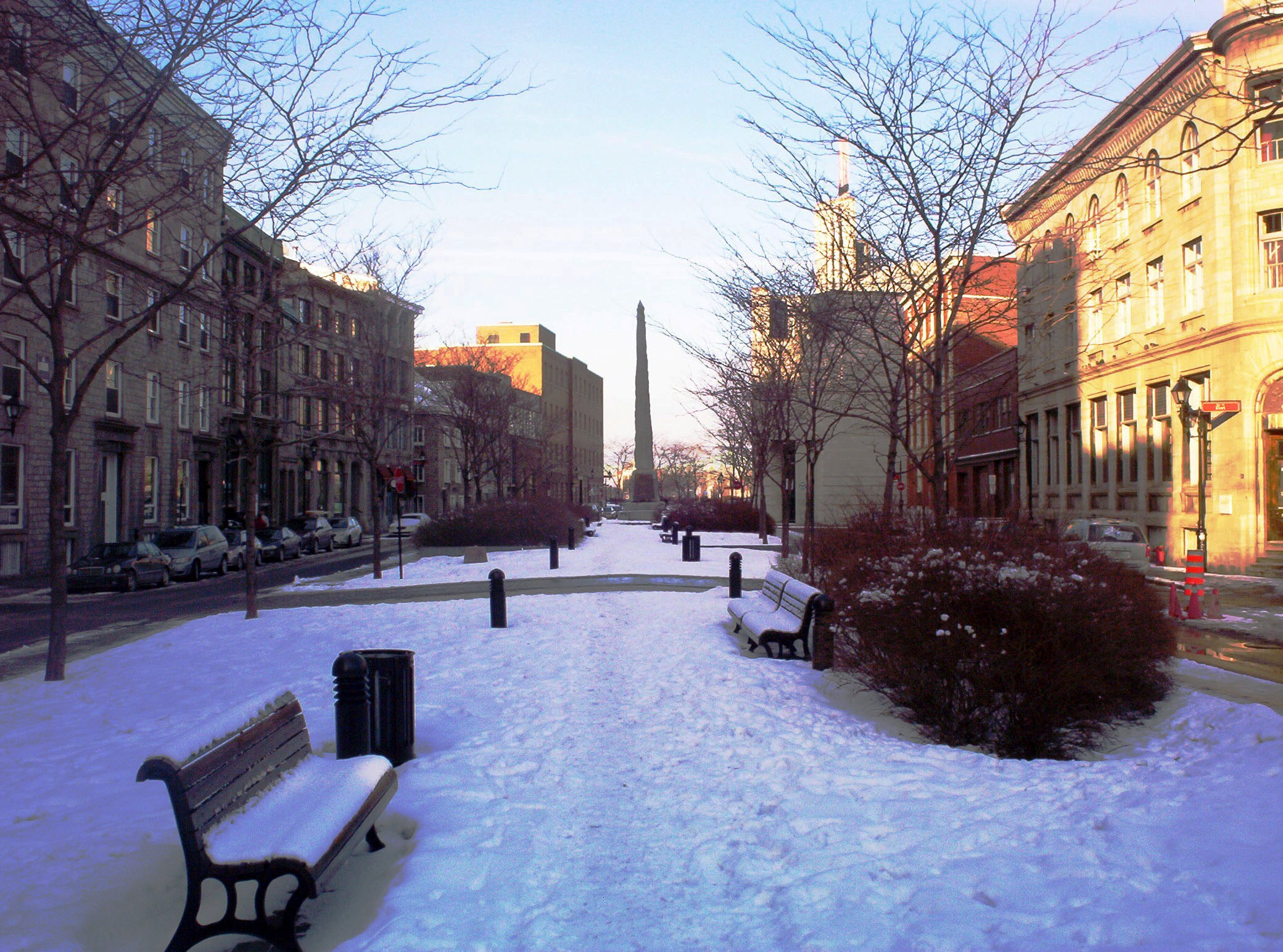
Площадь Пляс-д’Ювиль после обновления в 1999 г.

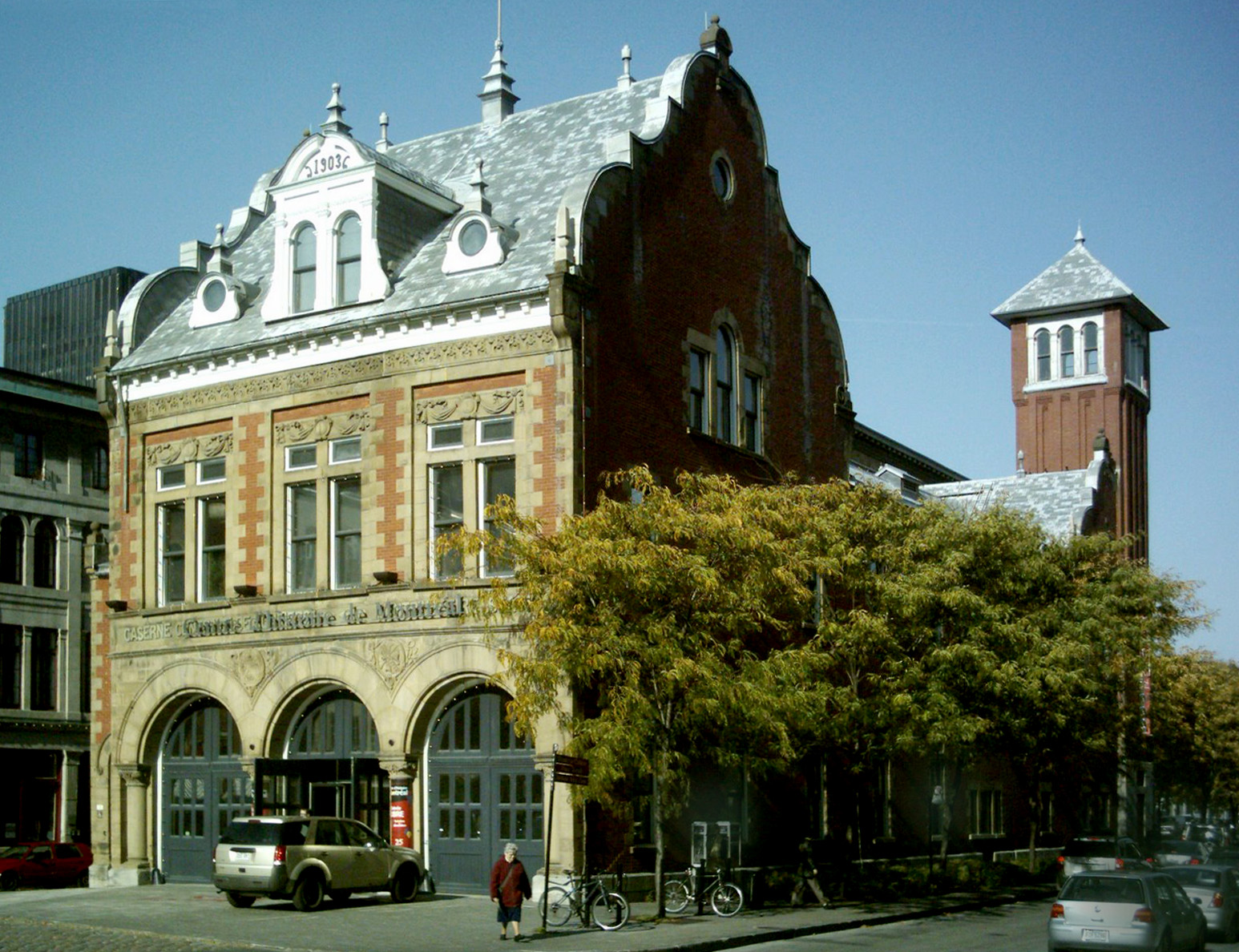
Центр истории Монреаля

В начале XX в. квартал продолжает динамично развиваться, что видно по сооружению таких зданий, как дом Олдред (1929—1931), La Sauvegarde (1913) или первая Биржа (1903—1904). Деятельность в порту, в финансовом и юридическом секторе, а также многочисленные административные здания поддерживали в Старом Монреале постоянную активность вплоть до Великой депрессии. Тем не менее, уже к тому времени назрели элементы упадка.
Перенос портовых сооружений на восток лишил Старый Монреаль многочисленных предприятий, связанных с морской торговлей, из-за чего многие склады опустели, а коммерческие здания лишились нанимателей. Смещение центра коммерческой активности на несколько улиц к северу и почти полный переезд из района жителей (к 1950 г. оставалось всего несколько сот) привели к опустению квартала и к закрытию в нём деловых зданий. Почти полное отсутствие ночной жизни создало кварталу репутацию места, которого следует избегать ночью.
С другой стороны, Старый Монреаль был вынужден заплатить дань растущему культу автомобиля: после сноса тех или иных зданий освободившаяся территория могла превратиться в парковочную стоянку. Наиболее престижные места — такие, как Пляс д’Арм, Пляс д’Ювиль или площадь Жака Картье, к середине XX века были заполнены автомобилями. Многэтажная парковка на углу Шато-Рамзей ещё более изменила внешний вид сектора.
Для городских властей Старый Монреаль представлял собой своего рода аномалию: ценность исторического наследия квартала совершенно ускользала от их внимания. Проекты городского развития предусматривали расширение улиц, что требовало сноса ряда старых зданий. Однако настоящий бунт общественности за сохранение исторического центра назрел только тогда, когда появился абсурдный проект прокладки автомагистрали над улицей Коммуны вдоль реки. Урбанист голландского происхождения Даниэль ван Гинкель смог убедить городские власти отказаться от этого проекта, что в какой-то мере спасло Старый Монреаль. Именно эти протесты положили начало осознанию Старого Монреаля как исторического наследия города, что привело в 1964 г. к объявлению большей части квартала историческим округом, хотя в то же время квебекское правительство совершило последний крупномасштабный снос зданий XIX века, чтобы возвести новый Дворец правосудия.
Возрождение сектора началось с инвентаризации, обновления и переоборудования покинутых зданий. Их преобразовали в бизнес-центры или жилищные кондоминиумы. Процесс стоил довольно дорого для казны города, однако реставрация придала зданиям неповторимый облик.
Наряду с возвращением в квартал жителей, он вновь стал привлекательным для гостиничного бизнеса. В XIX веке все крупные отели находились в Старом Монреале. В 1980 г. в нём уже не было ни одного. К 2009 г. в нём вновь находится около 20 отелей, в основном в реставрированных и переоборудованных старинных зданиях. Благодаря активному притоку туристов и новых жителей в квартале процветает ночная жизнь, имеется множество развлекательных заведений.
С другой стороны, городские власти выделили дополнительные средства на обновление обстановки. Площадь Жака Картье и часть Пляс д’Ювиль были отреставрированы, продолжается реставрация Пляс д’Арм. Был разработан план, позволяющий подчеркнуть гармоничное сочетание фасадов различных стилей в оформлении площади. Благодаря широкому разнообразию архитектурных стилей Старый Монреаль стал местом многочисленных кино- и фотосъёмок.
В настоящее время, по общему мнению, Старый Монреаль является объектом исторического наследия города и его важнейшей туристической достопримечательностью.

## Достопримечательности

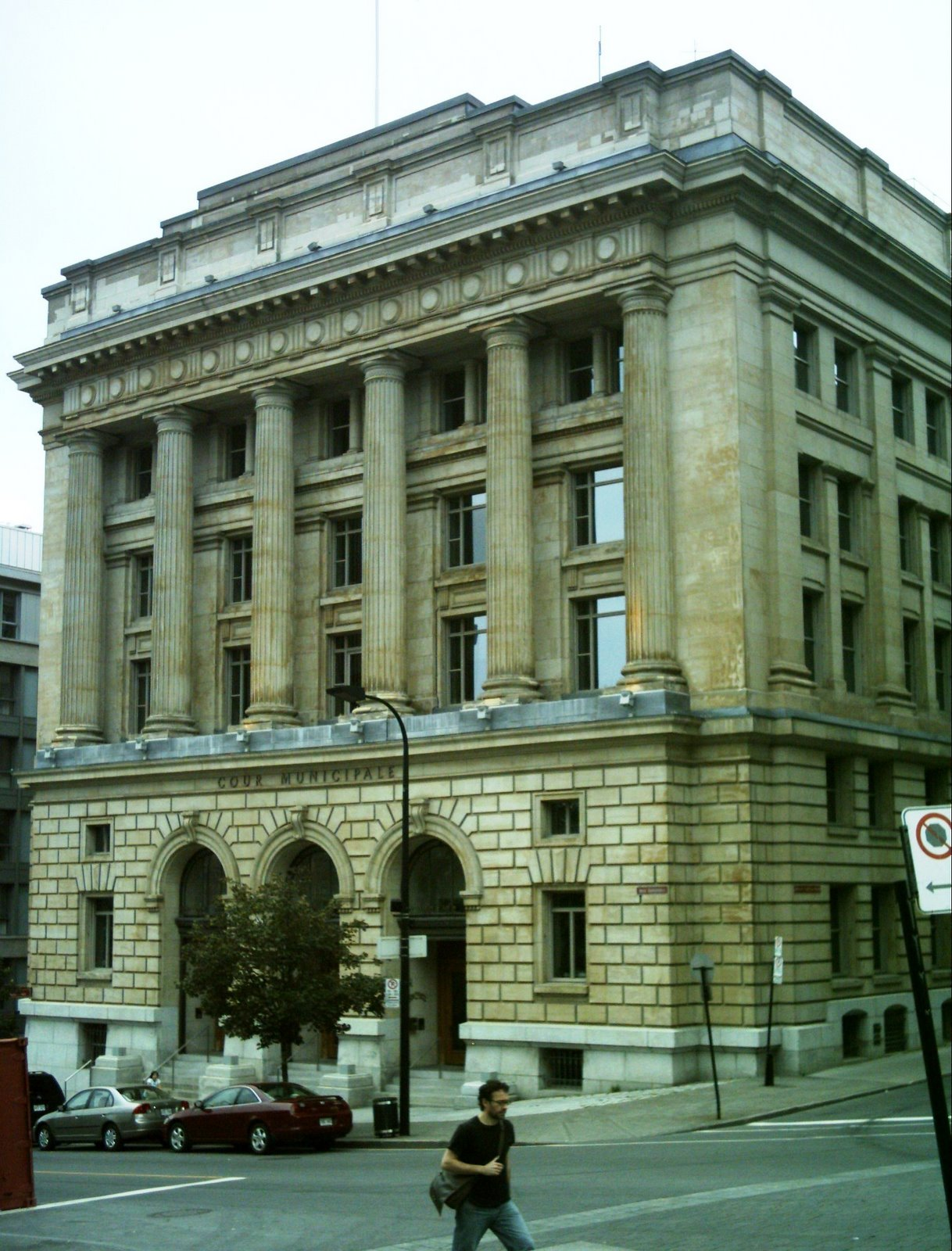
Монреальский муниципальный суд

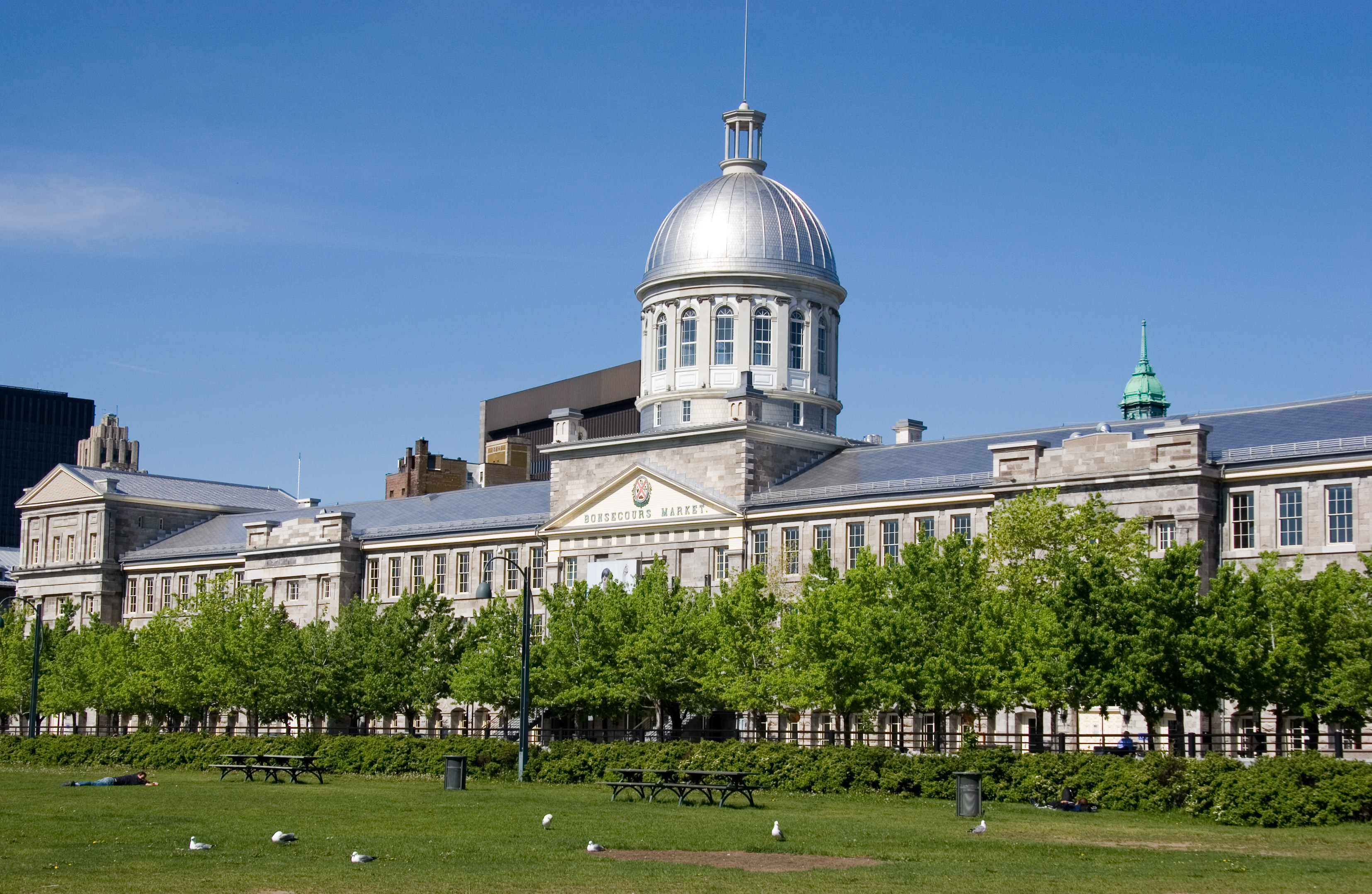
Бонсекур

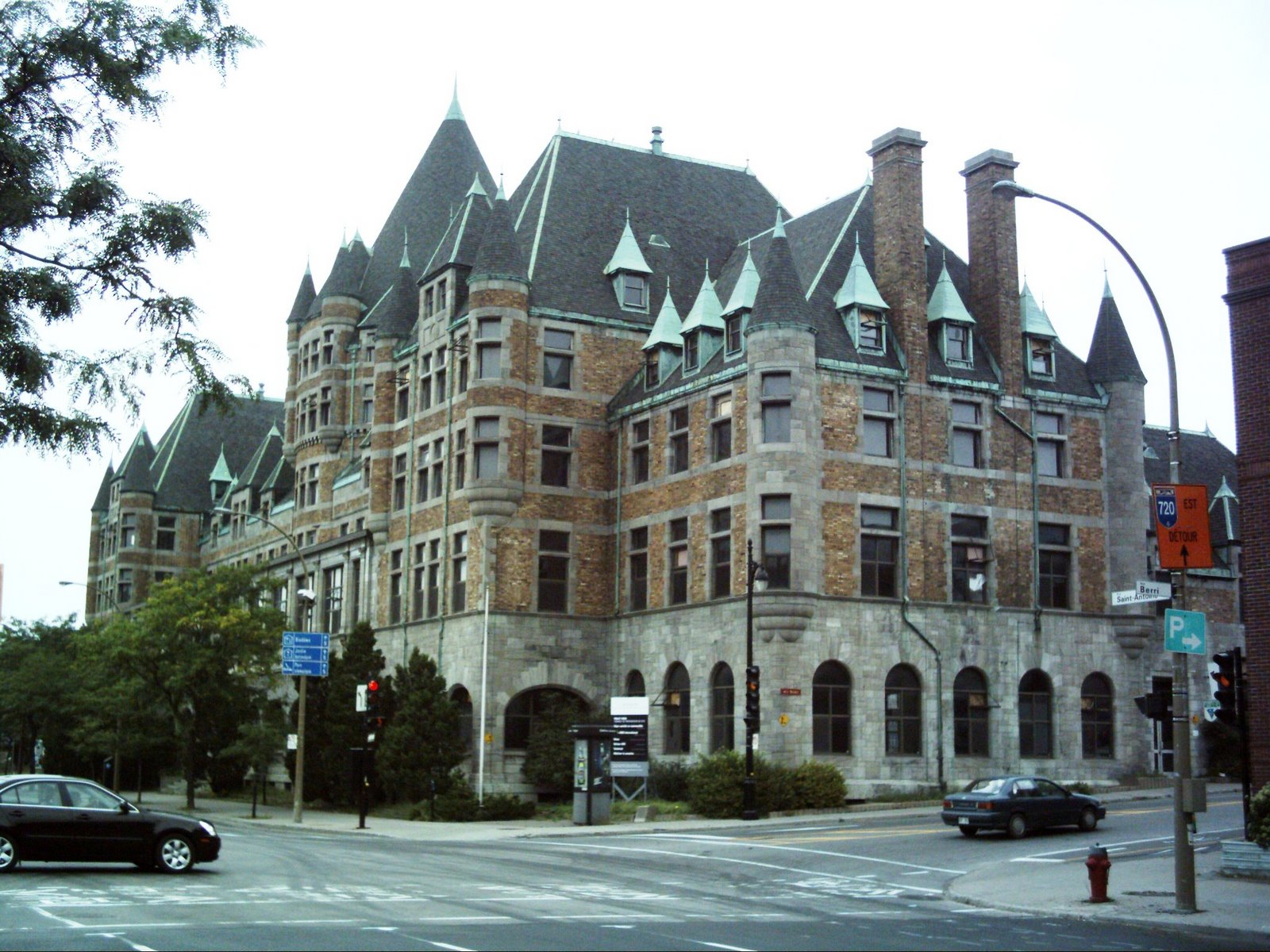
Здание Жака Виже

Старый Монреаль — одно из наиболее популярных мест у туристов не только среди секторов Монреаля, но и в целом в Квебеке и в Канаде. К концу 1990-х гг, по оценкам, старый Монреаль ежегодно посещало более 11 миллионов посетителей (за вычетом тех, кто жил и работал в Монреале постоянно).
Здесь находятся ряд важных публичных мест: Пляс д’Арм, площадь Жака Картье, а также часто посещаемый Собор Монреальской Богоматери, куда ежедневно приходят более 2500 посетителей.
Также здесь находится семь важных музеев, среди которых: Музей Пуэнт-а-Кальер, Шато-Рамзей, Музей Маргерит Буржуа, Собор Нотр-Дам-де-Бон-Секур, и др.
В пределах Старого Монреаля сохранилось только 7 зданий, сооружённых в добританский период (то есть до 1763 г.): Старая семинария Святого Сульпиция (1684), старая главная больница (1693), замок Рамзея (1705), дом Клемана-Сабревуа де Блёри (1747), дом Броссар-Говен (1750), небольшая пристройка к ансамблю дома Папино, недоступная с улицы (1752), и дом Дюма (1757).
- Ближайшие станции метро:
  - Марсово поле
  - Пляс-д’Арм
  - Сквер-Виктория

На севере:
- Марсово поле
- Муниципальный суд Монреаля

В центре:
- Площадь Пляс-д’Арм, по периметру которой находятся:
  - Здание Банка Монреаля
  - здание Нью-Йорк-Лайф, 1887—1889
  - здание Олдред, 1929—1931
  - Собор Монреальской Богоматери
  - старая семинария Святого Сульпиция
  - Конные повозки Старого Монреаля
- Остатки первой больницы Отель-Дьё
  - Улица Ле-Руайе
- здание Королевского банка (1926—1928)

Ближе к востоку:
- Дворец юстиции Монреаля
  - Здание финансовой службы, или прежний дворец юстиции (здание Люсьена Сольнье)
  - Здание Эрнеста Кормье
  - Пляс-Воклен
- Монреальская ратуша
  - Комплекс Шосгро-де-Лери
- Площадь Жака Картье
  - Пляс-де-ля-Доверсье
- Музей Шато-Рамзей

На востоке:
- Исторический памятник Жоржа-Этьена Картье
- Здание Жака Виже
- Вокзал Дэлхаузи

Ближе к югу:
- Дом Папино
- Дом Пьера дю Кальве
- Собор Нотр-Дам-де-Бон-Секур
  - Музей Маргерит Буржуа
- Рынок Бонсекур

На юго-западе:
- Площадь Пляс-д’Ювиль
  - Центр истории Монреаля
  - старая Главная больница
  - Пляс-де-ля-Гранд-Пе (площадь Великого мира)
- Музей археологии и истории Монреаля
  - Площадь Пляс-Руаяль
  - Здание прежней Монреальской таможни

## Ближайшие достопримечательности

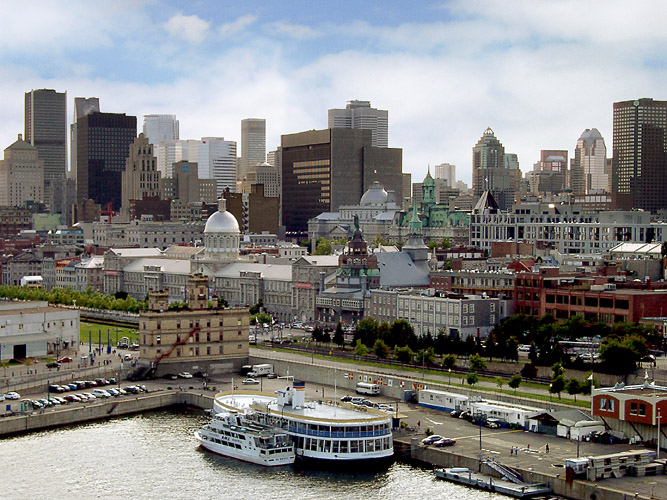
Старый Монреальский порт

- fr:Vieux-Port de Montréal — старый монреальский порт
- fr:Centre des sciences de Montréal — Монреальский научный центр
- река Святого Лаврентия
- fr:Quartier international de Montréal — Международный квартал Монреаля
- fr:Cité du Multimédia — город Мультимедиа

## Галерея

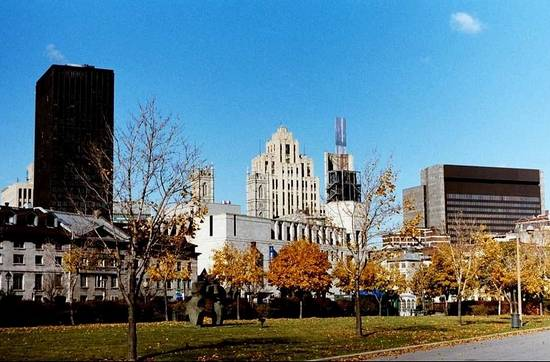
Старый Монреаль, вид со стороны Старого порта
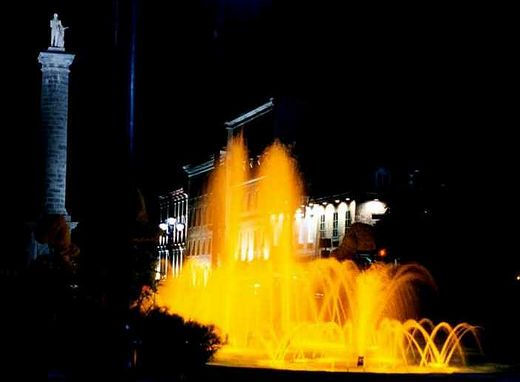
Площадь Ванклен с Колонной Нельсона
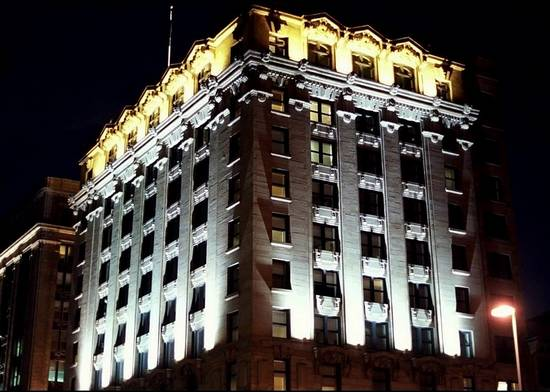
Бывшее здание Canadian Express (1908), ныне отель "Сен-Поль"
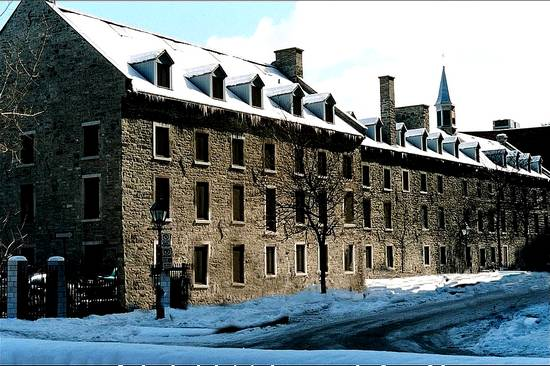
Бывшая Главная больница
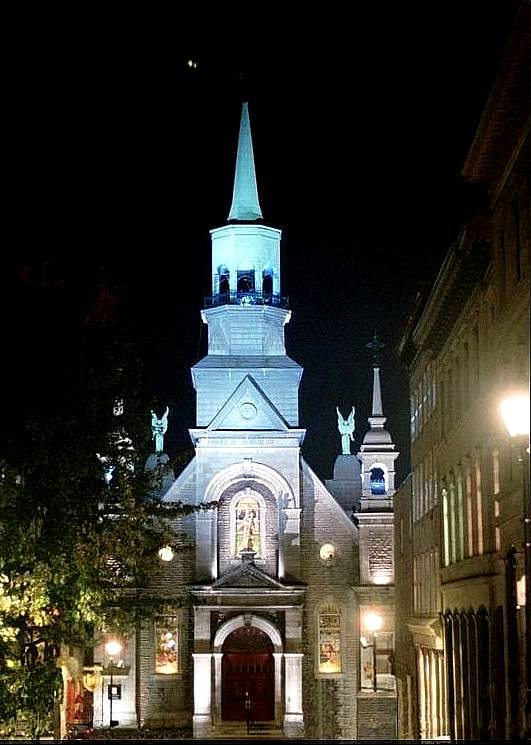
Часовня Нотр-Дам-де-Бонсекур
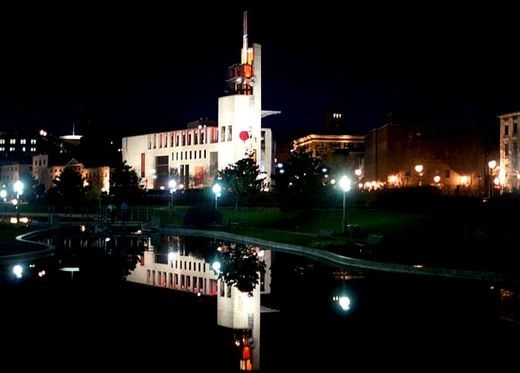
Музей Пуэнт-а-Кальер
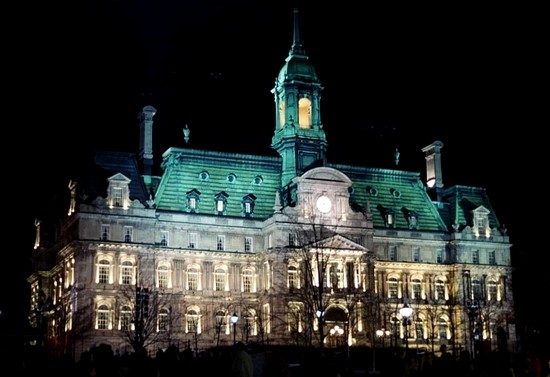
Монреальская ратуша
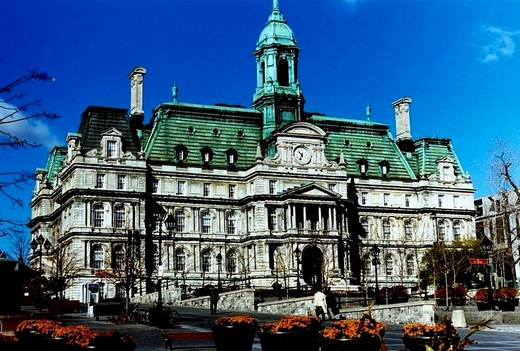
Монреальская ратуша
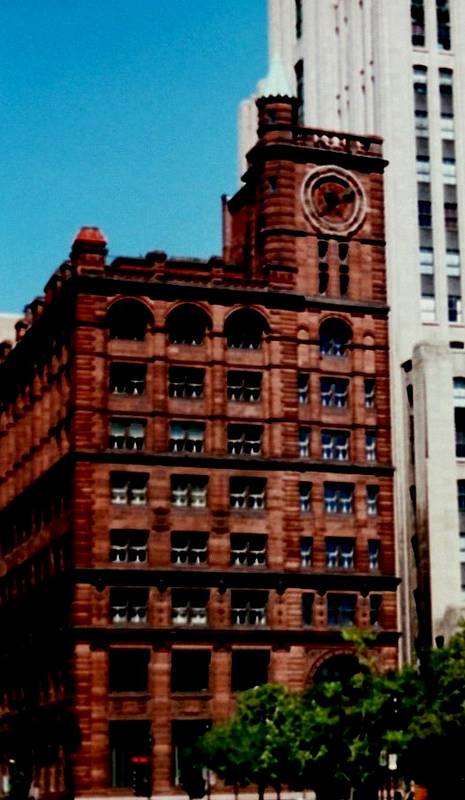
Здание Нью-Йорк-Лайф, старейший небоскрёб Канады, Пляс-д'Арм
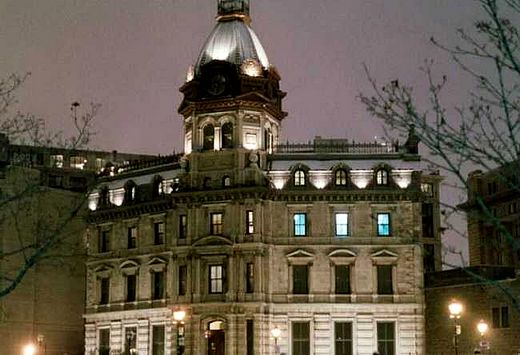
Здание Комиссаров (1878)
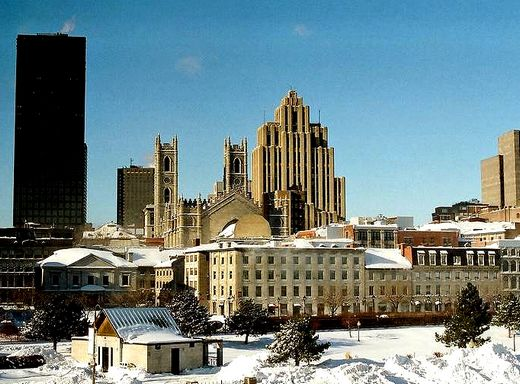
Вид на Пляс д'Арм
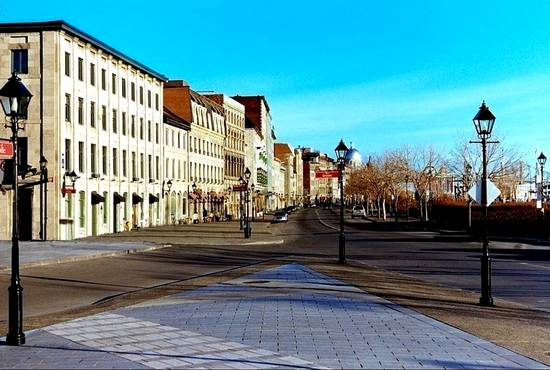
Улица Коммуны
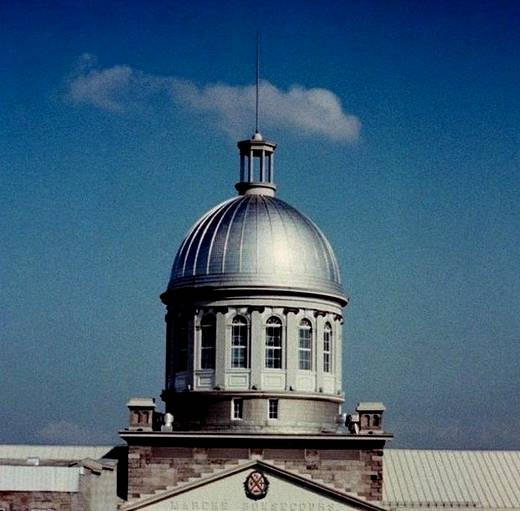
Купол рынка Бонсекур
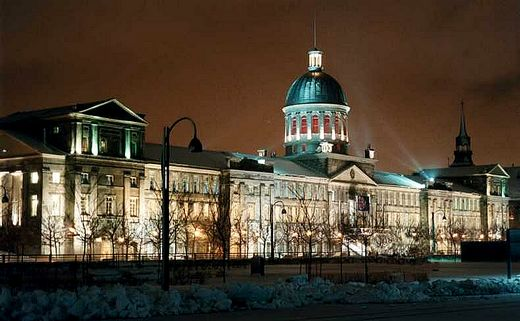
Рынок Бонсекур
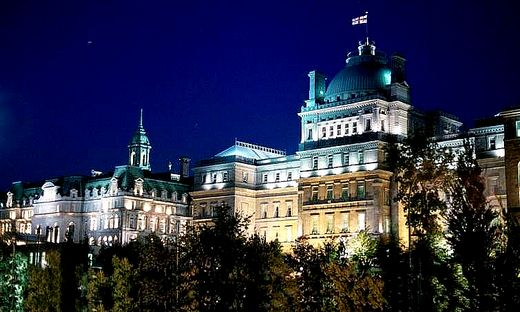
Монреальская ратуша и Старый суд
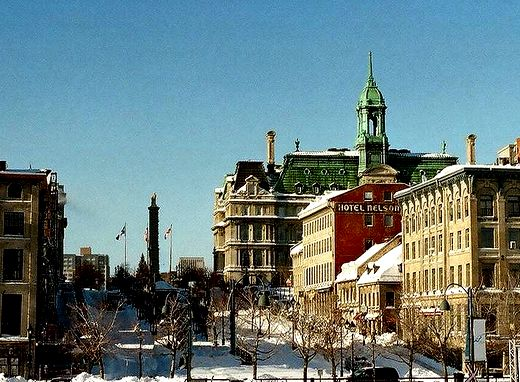
Площадь Жака Картье
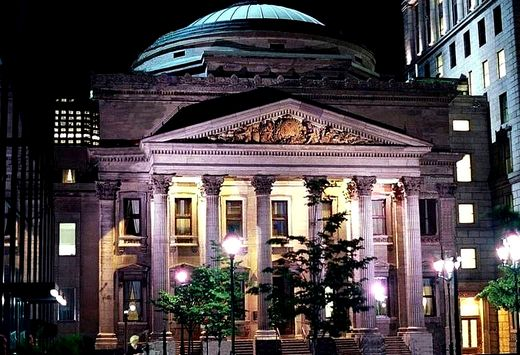
Bank of Montreal
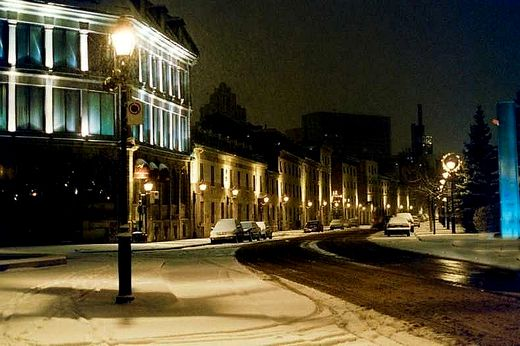
Улица Коммуны, вид на восток
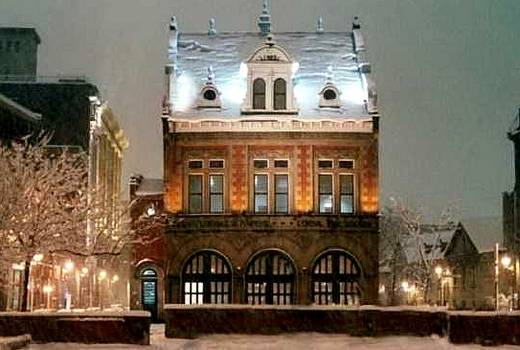
Первая пожарная станция (1903), Пляс д'Ювиль
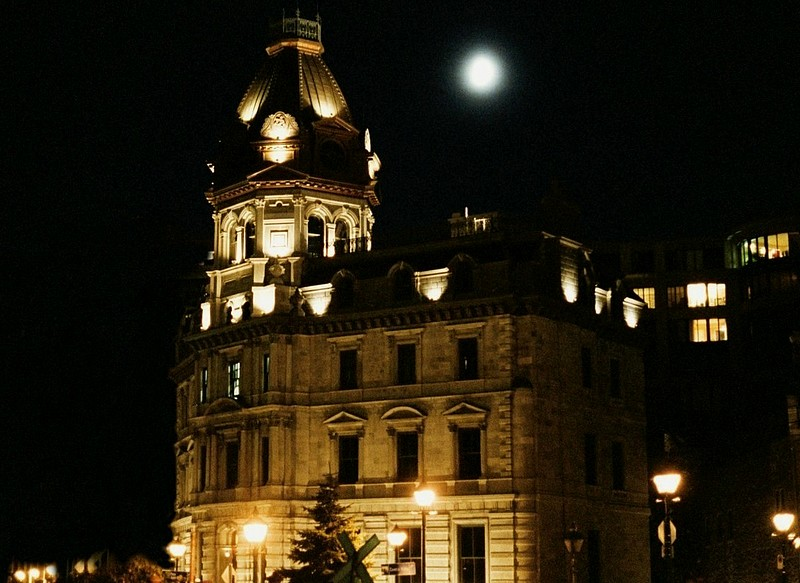
Бывшее Здание комиссаров (1878)
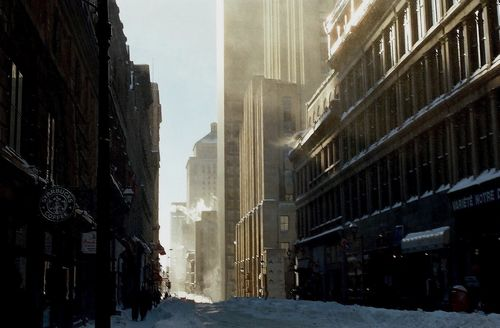
Улица Нотр-Дам, вид на Пляс д'Арм
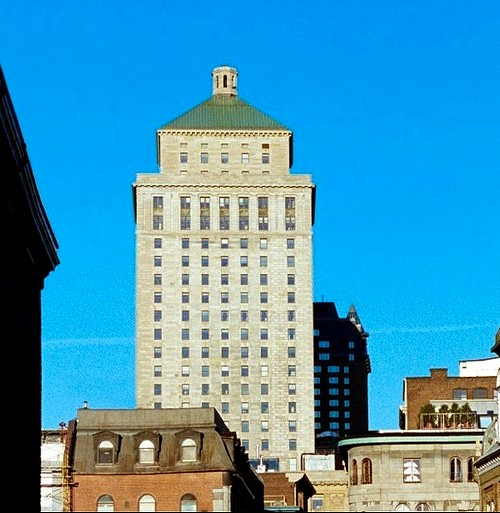
Старое здание Royal Bank
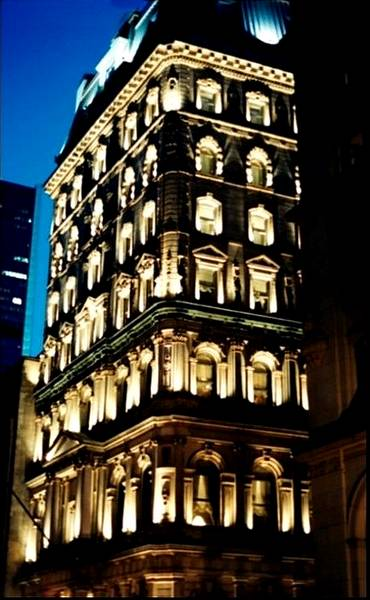
Бывший Merchant Bank (1873), ныне отель Hôtel St-James
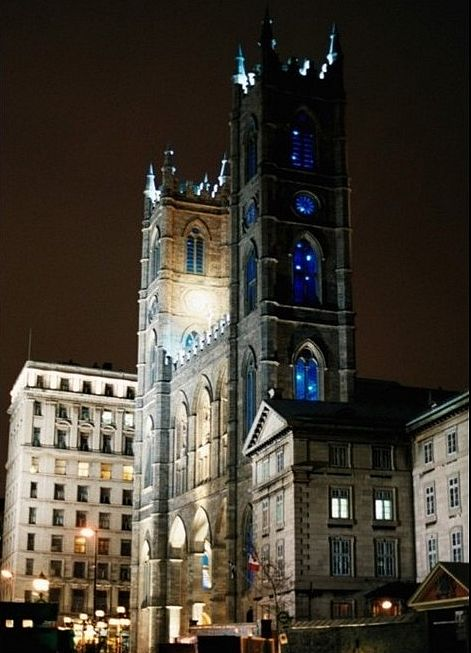
Собор Нотр-Дам